# Napuljski zaljev
Napuljski zaljev (tal. Golfo di Napoli) je zaljev u Tirenskom moru u južnoj Italiji. Nalazi se između rtova Miseno na sjeverozapadu i Campanella na jugoistoku. Širok je 32 km. Glavna luka je Napulj na sjevernoj obali, a ostale veće luke su: Pozzuoli, Torre, Annunziata,  Castellammare di Stabia i Sorrento. Na ulazu u zaljev su otoci: Ischia, Procida i Capri. Razvijen je turizam. Okružen je brežuljkastim područjem (Campi Flegrei i Vezuv na sjeveru, i poluotokom Sorrento na jugoistoku). U antici je bio poznat kao Sinus Cumanus.